# Psalm 51
Psalm 51 is een psalm in de Psalmen van de Hebreeuwse Bijbel (in de Griekse Septuagint en de Latijnse Vulgaat Psalm 50) en een psalm van David. De psalm is een boetepsalm en is ook wel bekend onder de aanhef miserere.

## Inhoud
Volgens de aanhef van de psalm schreef koning David deze tekst nadat de profeet Natan hem had bezocht in verband met de zonde die David had begaan met Batseba. De tekst is te verdelen in twee gedeelten. Het eerste gedeelte is een belijdenis van de zonden, het tweede gedeelte een roep om vergeving en belofte van toewijding aan God.

## Composities
Veel beroemde componisten, onder wie Giovanni Pierluigi da Palestrina, Orlandus Lassus en Arvo Pärt, hebben deze psalm op muziek gezet.

### Miserere van Allegri
De beroemdste toonzetting is die van Gregorio Allegri. Deze wordt nog jaarlijks tijdens de Goede Week in de Sixtijnse Kapel uitgevoerd. Aanvankelijk was het verboden het stuk elders uit te voeren en de partituur werd dan ook zorgvuldig geheimgehouden. De jarenlange geheimhouding werd pas doorbroken toen de veertienjarige Wolfgang Amadeus Mozart met zijn vader in 1770 een bezoek aan Rome bracht. De jongen schreef het werk na beluistering uit het hoofd op. Later herhaalde Felix Mendelssohn-Bartholdy dit.

### Muziek

#### Geneefs psalter
- Verschillende berijmingen van de Geneefse melodie op psalmboek.nl
- Franstalige samenzang op de Geneefse melodie in de Waalse Kerk te Leiden (organist: Erik van Bruggen)

#### Andere adaptaties
- Allegri's Miserere door het koor van King's College Cambridge

1 · 2 · 3 · 4 · 5 · 6 · 7 · 8 · 9 · 10 · 11 · 12 · 13 · 14 · 15 · 16 · 17 · 18 · 19 · 20 · 21 · 22 · 23 · 24 · 25 · 26 · 27 · 28 · 29 · 30 · 31 · 32 · 33 · 34 · 35 · 36 · 37 · 38 · 39 · 40 · 41 · 42 · 43 · 44 · 45 · 46 · 47 · 48 · 49 · 50 · 51 · 52 · 53 · 54 · 55 · 56 · 57 · 58 · 59 · 60 · 61 · 62 · 63 · 64 · 65 · 66 · 67 · 68 · 69 · 70 · 71 · 72 · 73 · 74 · 75 · 76 · 77 · 78 · 79 · 80 · 81 · 82 · 83 · 84 · 85 · 86 · 87 · 88 · 89 · 90 · 91 · 92 · 93 · 94 · 95 · 96 · 97 · 98 · 99 · 100 · 101 · 102 · 103 · 104 · 105 · 106 · 107 · 108 · 109 · 110 · 111 · 112 · 113 · 114 · 115 · 116 · 117 · 118 · 119 · 120 · 121 · 122 · 123 · 124 · 125 · 126 · 127 · 128 · 129 · 130 · 131 · 132 · 133 · 134 · 135 · 136 · 137 · 138 · 139 · 140 · 141 · 142 · 143 · 144 · 145 · 146 · 147 · 148 · 149 · 150 · 151